# Бокхорст (Шлезвиг-Холштајн)
Бокхорст (њем. Bokhorst) општина је у њемачкој савезној држави Шлезвиг-Холштајн. Једно је од 112 општинских средишта округа Штајнбург. Према процјени из 2010. у општини је живјело 129 становника. Посједује регионалну шифру (AGS) 1061014.

## Географски и демографски подаци
Бокхорст се налази у савезној држави Шлезвиг-Холштајн у округу Штајнбург. Општина се налази на надморској висини од 44 метра. Површина општине износи 5,9 km². У самом мјесту је, према процјени из 2010. године, живјело 129 становника. Просјечна густина становништва износи 22 становника/km².